# Hồng Phương
Hồng Phương là một xã thuộc huyện Yên Lạc, tỉnh Vĩnh Phúc, Việt Nam.
Xã Hồng Phương có diện tích 3,23 km², dân số năm 1999 là 3.894 người, mật độ dân số đạt 1.206 người/km².